# آخرین روزهای زمستان (فیلم ۱۳۹۱)
آخرین روزهای زمستان فیلم مستندی به کارگردانی محمدحسین مهدویان دربارهٔ زندگی حسن باقری است که در سال ۱۳۹۱ خورشیدی ساخته شد.
نسخه‌ی سریالی این مستند در ۱۰ قسمت ۵۰ دقیقه‌ای اولین بار از شبکه یک سیما در بازه‌ی ۱۳۹۱/۷/۷ تا ۱۳۹۱/۹/۱۶ پخش شد، هشت قسمت اول جمعه‌ها ساعت ۲۰ و دو قسمت آخر پنج‌شنبه‌ها ساعت ۱۹ پخش شد.

## داستان
این مجموعه روایت زندگی شهید حسن باقری با نام واقعی غلامحسین افشردی از جوانترین فرماندهان ایران در دوران جنگ ایران و عراق است که در هنگام شهادت سمت قائم‌مقامی فرمانده نیروی زمینی سپاه را برعهده داشت.

## ویژگی‌ها
اکثر صحنه‌های مربوط به دههٔ ۶۰ بازسازی شده، به‌طوری که به نظر می‌رسد صحنه‌های واقعی و از آرشیو می‌باشد. همچنین در این فیلم از صدای واقعی باقری در جنگ استفاده شده است.

## عوامل
«مهدی زمین‌پرداز» بازیگر نقش حسن باقری است.
این اثر به نویسندگی و کارگردانی محمدحسین مهدویان و تهیه‌کنندگی حبیب‌الله والی‌نژاد تهیه و تولید شده است. مهم‌ترین و جذاب‌ترین بخش این کار استفاده از تصویربرداری ۱۶میلی‌متری است که به سبک و سیاق برنامه‌های «روایت فتح» ساخته شده است. تصاویر قدیمی و سیاه و سفید یادآور مستند روایت فتح است که با صدای سید محمد آوینی برادر مرتضی آوینی همراه است.
مجموعه مستند آخرین روزهای زمستان در سومین جشنواره تولیدات رادیویی تلویزیونی موسوم به جشنواره جام جم جایزه بهترین مجموعه مستند در حوزه انقلاب و دفاع مقدس را کسب نموده است.این مستند که با هزینه بسیار بالا و در قالب مستند بازسازی تولید شده است که هزینه تولید آن با یک سریال برابری میکند. این فیلم در نوع خود یکی از بهترین فیلم‌های مستند می باشد. این مجموعه مستند که با پشتیبانی سپاه پاسداران تولید شده است بسیاری از لوکیشن‌ها (مکان های فیلمبرداری) و بناهای مربوط به سال‌های جنگ  ساخته شده است.

## واکنش‌ها
محمد حسین مهدویان :‌ 
پدری تعریف می‌کرد پسرش پس از مستند آخرین روزهای زمستان، عکس‎‌های خواننده‌های راک را از دیوار اتاقش کنده بود و یک عکس تمام‌قد از حسن باقری پیدا کرده بود و زیرش هم به فینگلیش نوشته بود «عشق من، سلطان حسن باقری».